# Rimae de Gasparis

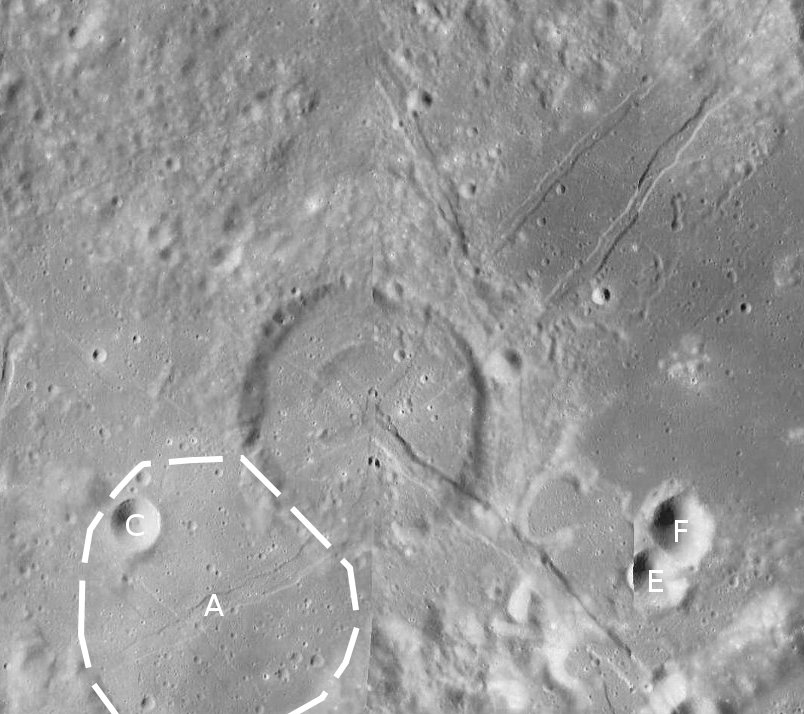
Kráter de Gasparis s brázdami.

Rimae de Gasparis je soustava měsíčních brázda nacházející se uvnitř i vně kráteru de Gasparis (podle něhož získal své jméno) západně od Mare Humorum (Moře vláhy) na přivrácené straně Měsíce. Brázdy se křižují v oblasti o průměru cca 130 km. Střední selenografické souřadnice jsou 25,0° J a 50,3° Z.
Severozápadně od brázd Rimae de Gasparis se nachází kráter Cavendish, severovýchodně kráter Liebig a více na severu velký kráter Mersenius.